# Nikola Gruevski
Nikola Gruevski (makedonska: Никола Груевски), född 31 augusti 1970 i Skopje, är en kristdemokratisk makedonsk politiker. Han var premiärminister från 27 augusti 2006 till 18 januari 2016. Under tiden som premiärminister var han initiativtagare till det senare mycket hårt kritiserade projektet Skopje 2014. Han efterträddes av Emil Dimitriev.
Gruevski var tidigare finansminister i Ljubčo Georgievskis regering från 1998 till september 2002. Gruevski var det kristdemokratiska partiet VMRO-DPMNE:s partiledare mellan maj 2003 och december 2017.